# Principato vescovile di Bressanone
Il principato vescovile di Bressanone (in tedesco: Hochstift Brixen, in latino Episcopatus Ac Principatus Brixinensis), fu uno territorio facente parte del Sacro Romano Impero (aveva il 39° voto nella Dieta) e del Regno di Germania, situato nelle odierne province di Bolzano e di Belluno, da non confondere con la più vasta diocesi di Bressanone sulla quale il principe-vescovo esercitava solo l'autorità spirituale spettante ad un ordinario presule. Ebbe una lunga durata: dal 27 giugno 1027 al 15 febbraio 1803.

## Storia

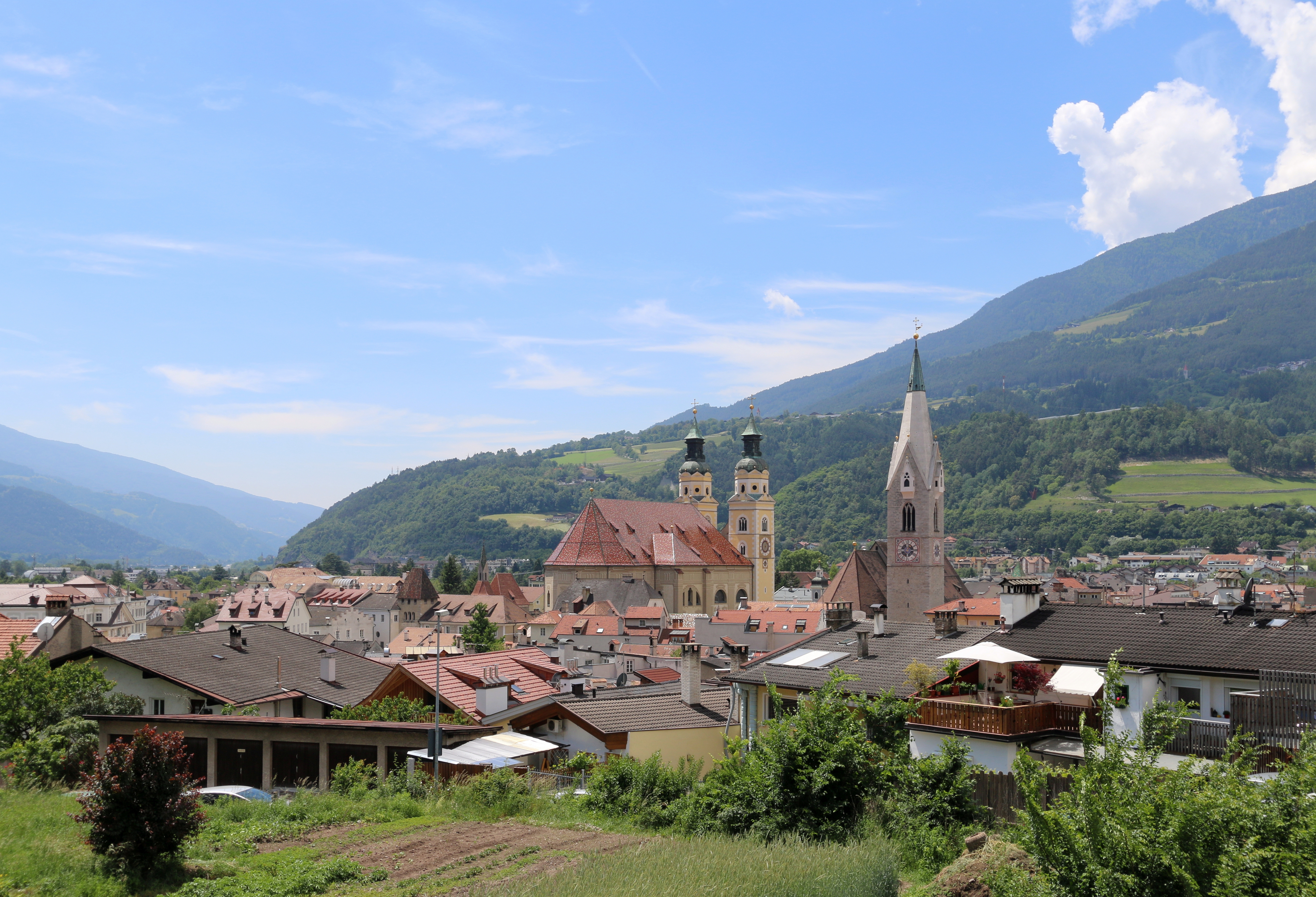
Panorama di Bressanone e il duomo

Quello di Bressanone è stato uno dei molti principati ecclesiastici europei - da ricordare Liegi, Salisburgo e Trento - facenti capo al Sacro Romano Impero. Conservò l'indipendenza per 776 anni dall'investitura di Enrico II il Santo conferita, nel 1022 (confermata nel 1027 da Corrado II il Salico), a Hartwig von Hainfels fino all'ultimo principe titolare del potere temporale, Karl Franz von Lodron, decaduto nel 1803 e morto nel 1828. In questo modo l'imperatore si assicurava fedeltà sul territorio altoatesino, a ridosso delle Alpi, e la certezza di far transitare liberamente gli eserciti germanici diretti nella penisola italiana.

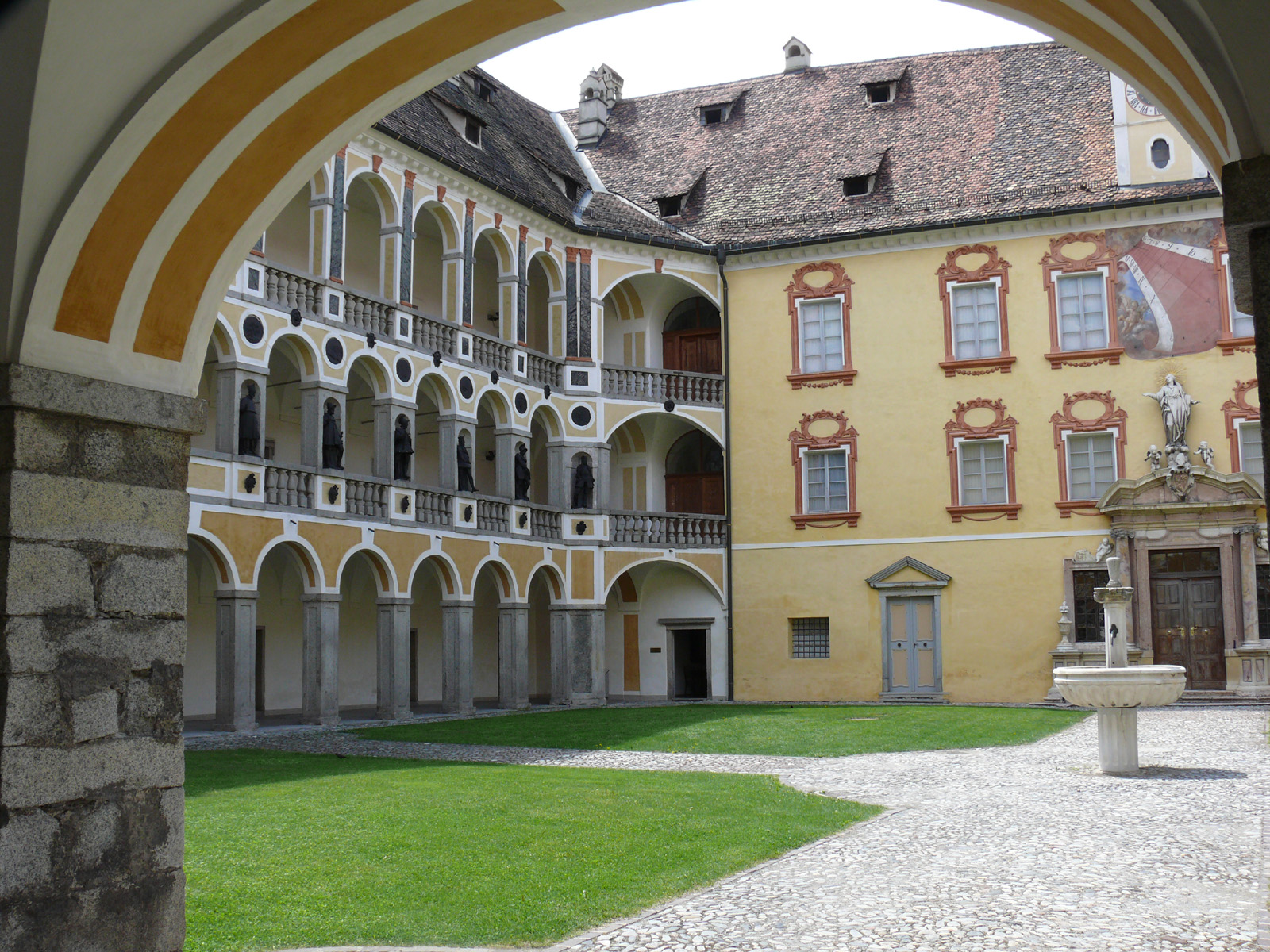
Cortile del Palazzo vescovile di Bressanone

La sala del trono nel palazzo vescovile

La sala del consiglio nel palazzo vescovile

Al momento della sua istituzione, il principato vescovile si estendeva sul territorio di tre antichi comitati carolingi: le Vallis Norica, Pustriosa e Venusta. Pertanto era localizzato in una strategica zona di passaggio tra il sud della Germania e l'Italia settentrionale. A partire dal XII secolo, però, il suo territorio si restrinse considerevolmente a vantaggio della nascente contea del Tirolo. Tuttavia, nel 1363 i vescovi di Bressanone strinsero una solida alleanza con i conti del Tirolo e beneficiarono del patrocinio nelle Diete imperiali della casa d'Asburgo d'Austria, alla quale veniva reso un omaggio simbolico di dipendenza e vassallaggio per la tutela che avrebbe avuto in caso di guerre.
Il piccolo Stato, oltre al territorio intorno alla capitale, era costituito da alcune exclaves e dal possedimento sloveno di Bled. Confinava con il principato di Trento, con la repubblica di Venezia e con il ducato di Carinzia: la lingua, la mentalità e gli usi erano tirolesi tedeschi-ladini romanzi italiani. La forma di stato era di tipo teocratico, quella di governo, aristocratico. Il principe vescovo era il capo dello Stato e dell'esecutivo, nominava un cancelliere e tutti i pubblici funzionari, presiedeva il consiglio di corte, organo deliberativo. Aveva diritto al trattamento di Sua altezza reverendissima: la sua dimora ufficiale ed abituale era il Palazzo Vescovile di Bressanone; Castel Velturno, Castel Brunico, Casteldarne, Albes e Salorno fungevano, invece, da residenze estive o di campagna.
Il vescovo, principe di rango uguale agli altri, esercitava dunque la suprema potestà: rientrava nei suoi poteri convocare le diete territoriali ed esercitare il diritto di "salvacondotto". L'obbligo di vassallaggio verso l'imperatore comportava tuttavia il dovere di partecipare alle imprese militari imperiali e al consiglio aulico. Tra i regnanti di Bressanone vi furono sei cardinali, tra cui Nicola Cusano (1401-1464), Bernardo Clesio (1485-1539) e Cristoforo Madruzzo (1512-1578).
Il principato disponeva di un esercito: i balestrieri a cavallo costituivano la guardia personale del vescovo e il loro comandante alloggiava in una residenza signorile. Il capo dei doganieri (Rollmeister), considerevole funzionario, coordinava i posti di frontiera: tra questi, assai importante era Chiusa (Klausen).
A Novacella, intorno alla storica abbazia agostianiana, soggiornavano per brevi periodi, soprattutto estivi, alcuni nobili e alti dirigenti vescovili, come il "capo delle guardie" (viveva a Bressanone in un sontuoso palazzo, sempre esistente) o il "farmacista di corte", personaggio influente, il cui laboratorio è tuttora visibile in via Ponte Aquila (Adlerbrückengasse).
Nel periodo dell'indipendenza, visse nel capoluogo anche una santa donna, molto attiva nell'ambiente locale: Maria Hueber (1653-1705).
Il patrono del principato era san Cassiano di Imola, ricordato il 2 febbraio. Alla corte di Ulrico I e III operò il poeta Oswald von Wolkenstein, la cui lapide funebre è conservata nel chiostro del duomo.
In quanto Stato sovrano Bressanone (Brixen) esercitò il diritto di battere moneta propria dal 1614 al 1779. Si rammentano i seguenti tipi monetari: Kreuzer, Thaler e Ducaten d'oro e d'argento, coniati durante i regni dei principi-vescovi Carlo d'Austria (1614-1624), Kaspar Ignaz von Künigl (1702-1747), Leopold Maria Joseph von Spaur (1747-1779). La zecca fu trasferita da Merano nel 1477 per volere del principe del Tirolo Sigismondo d'Austria ad Hall in Tirol, presso la torre del castello di Hasegg.
Esistono molti ritratti dei principi sovrani (che indossavano la mitra) nel museo del palazzo brissinese, altri raffigurati invece sulle monete e sui sigilli, fino all'ultimo titolare del potere temporale, decaduto ad opera delle truppe napoleoniche.
Bressanone, come altre città del tempo, era circondata da alte e possenti mura e, divise da un corridoio, si ergevano le case, cioè quelle che oggi si vedono lungo i "bastioni maggiori e minori". Formava quasi un quadrato con gli edifici ecclesiastici e governativi da un lato e quelli commerciali e abitativi dall'altro. Attorno alla cinta muraria, su cui facevano ronda le guardie vescovili, c'era il fossato di acqua. Di tali opere rimane pochissimo, al contrario dell'impianto cittadino, di case, palazzi, chiese e di tre delle originarie quattro porte d'accesso al paese. Le porte che consentivano l'ingresso alla capitale del principato erano: san Michele (orientale, verso la Pusteria e l'alta valle dell'Isarco, accanto alla Torre Bianca), Croce o sant'Erardo (occidentale, per Bolzano), Sabiona (settentrionale) e del Sole (abbattuta nel 1931, era un passaggio obbligatorio a pagamento da e per l'Austria).
La secolarizzazione del principato avvenne il 15 febbraio 1803 con l'incorporazione nella contea del Tirolo. L'ultimo principe Karl Franz von Lodron è sepolto, insieme ad altri vescovi sovrani, nel duomo di Bressanone.
Con il trattato di Lunéville, sottoscritto il 9 febbraio 1801 tra la Prima Repubblica Francese e il Sacro Romano Impero, si decretò la mediatizzazione dei venticinque principati ecclesiastici imperiali che mantennero la sola funzione della diocesi e furono assorbiti dagli stati secolari confinanti. Le cause fondamentali della decadenza dei principati vescovili vengono di solito individuate nella perdita di legalizzazione del potere temporale della Chiesa durante il periodo illuminista, nel forte ascendente dei fatti rivoluzionari francesi e nella pretesa di incorporamento dei Paesi vicini. La Deputazione imperiale (Reichsdeputationshauptschluss), ovvero l'ultima legge significativa del Sacro Romano Impero, emanata a Ratisbona nell'assemblea conclusiva della Dieta perpetua, convocata il 25 febbraio 1803, ratificò in modo definitivo la questione. I vescovi, tuttavia, conservarono il rango di principi imperiali: l'ultimo sovrano, l'austriaco Karl Franz von Lodron (27 febbraio 1792-15 febbraio 1803), morirà nel 1828, ormai privo del potere temporale.

## Galleria d'immagini

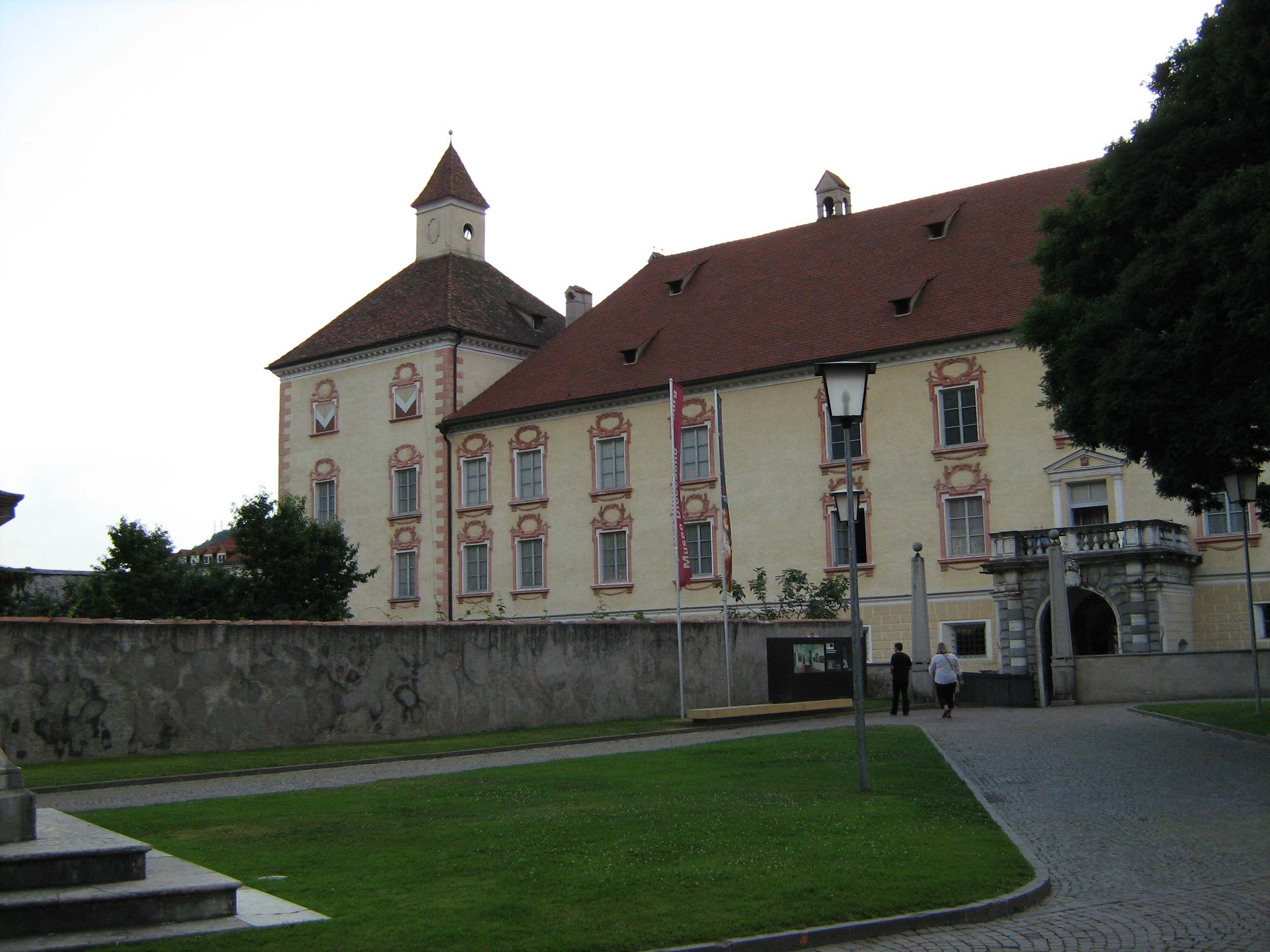
Il palazzo vescovile di Bressanone
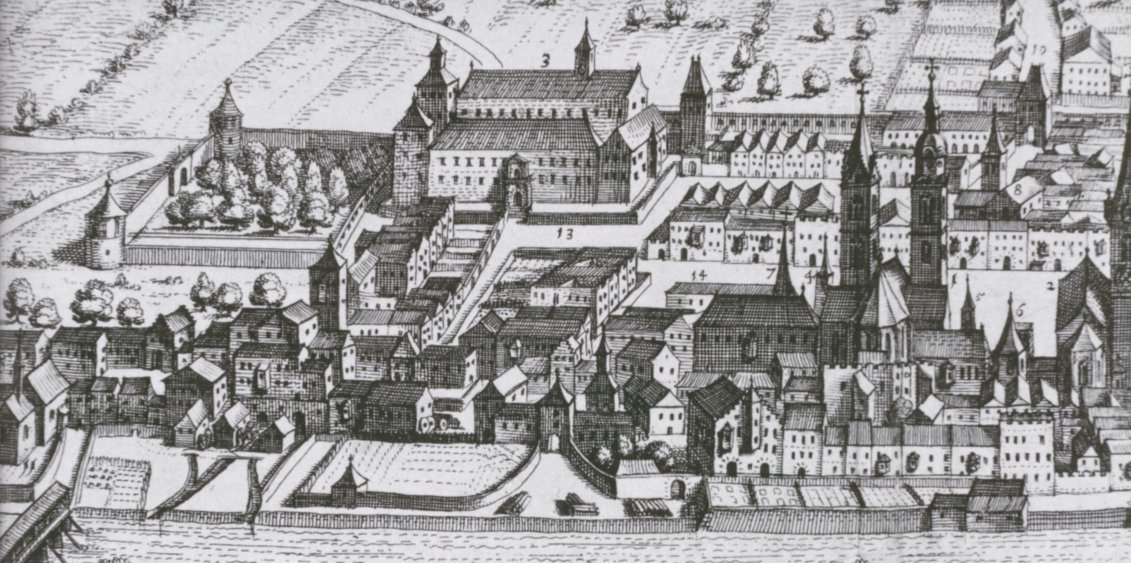
Brixen nel 1649
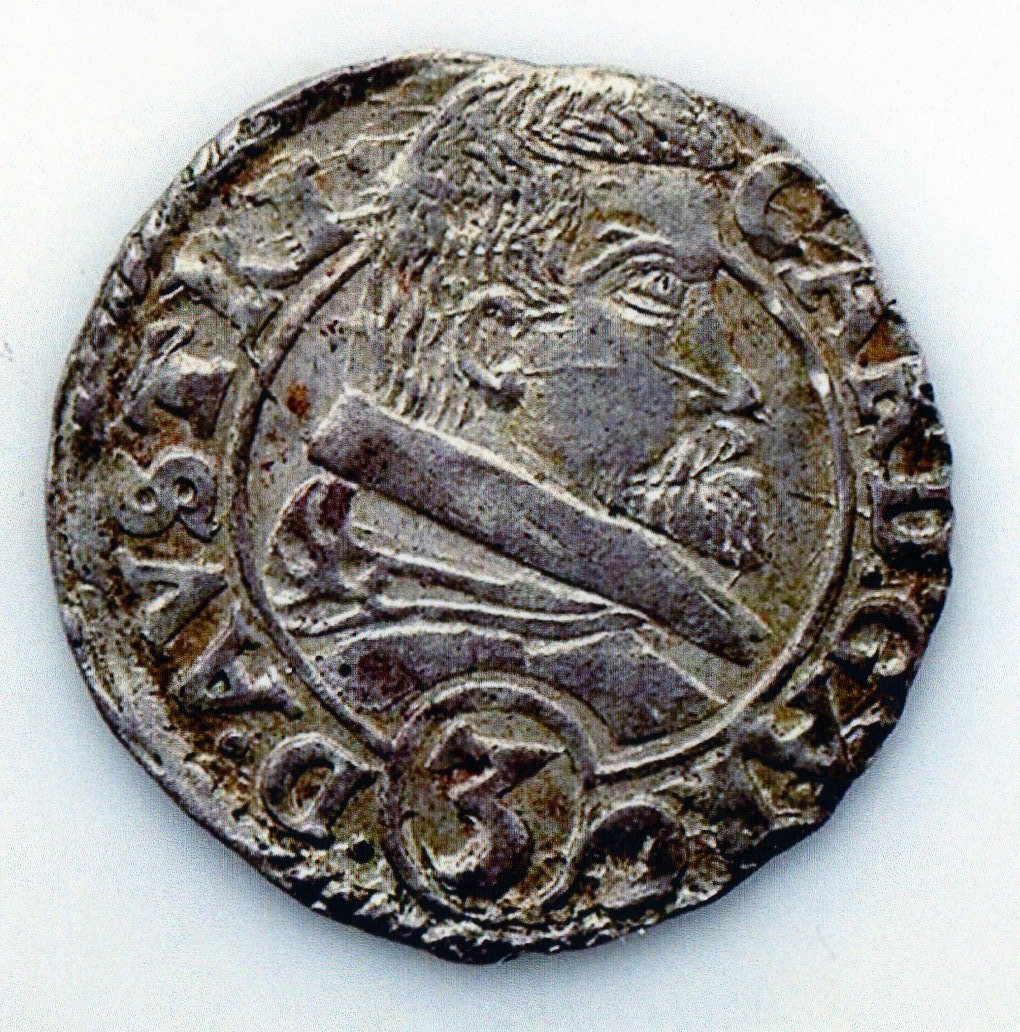
Kreuzer del principe-vescovo Carlo I d'Austria
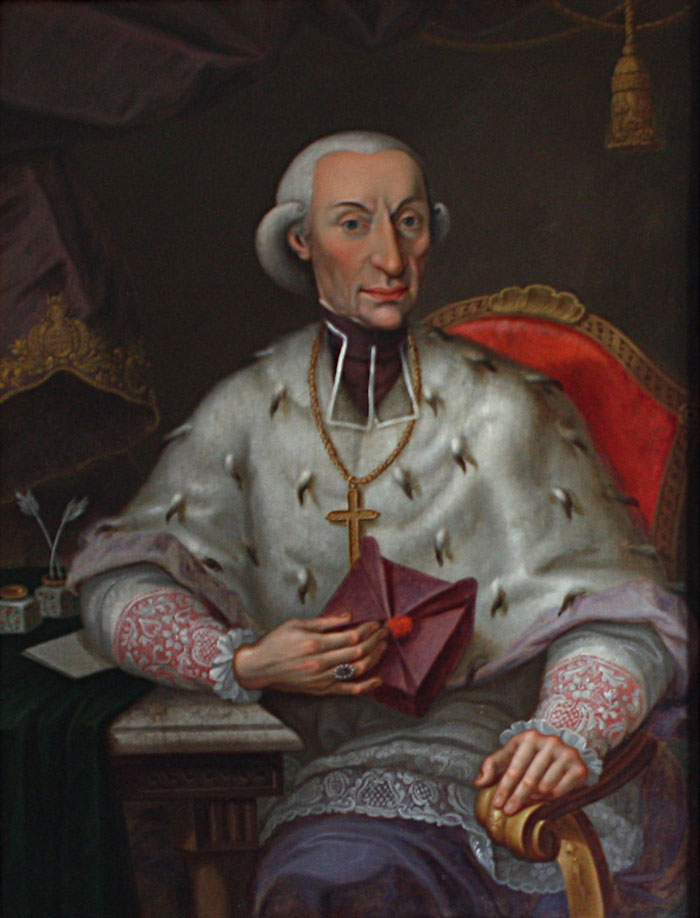
L'ultimo principe Karl Franz von Lodron
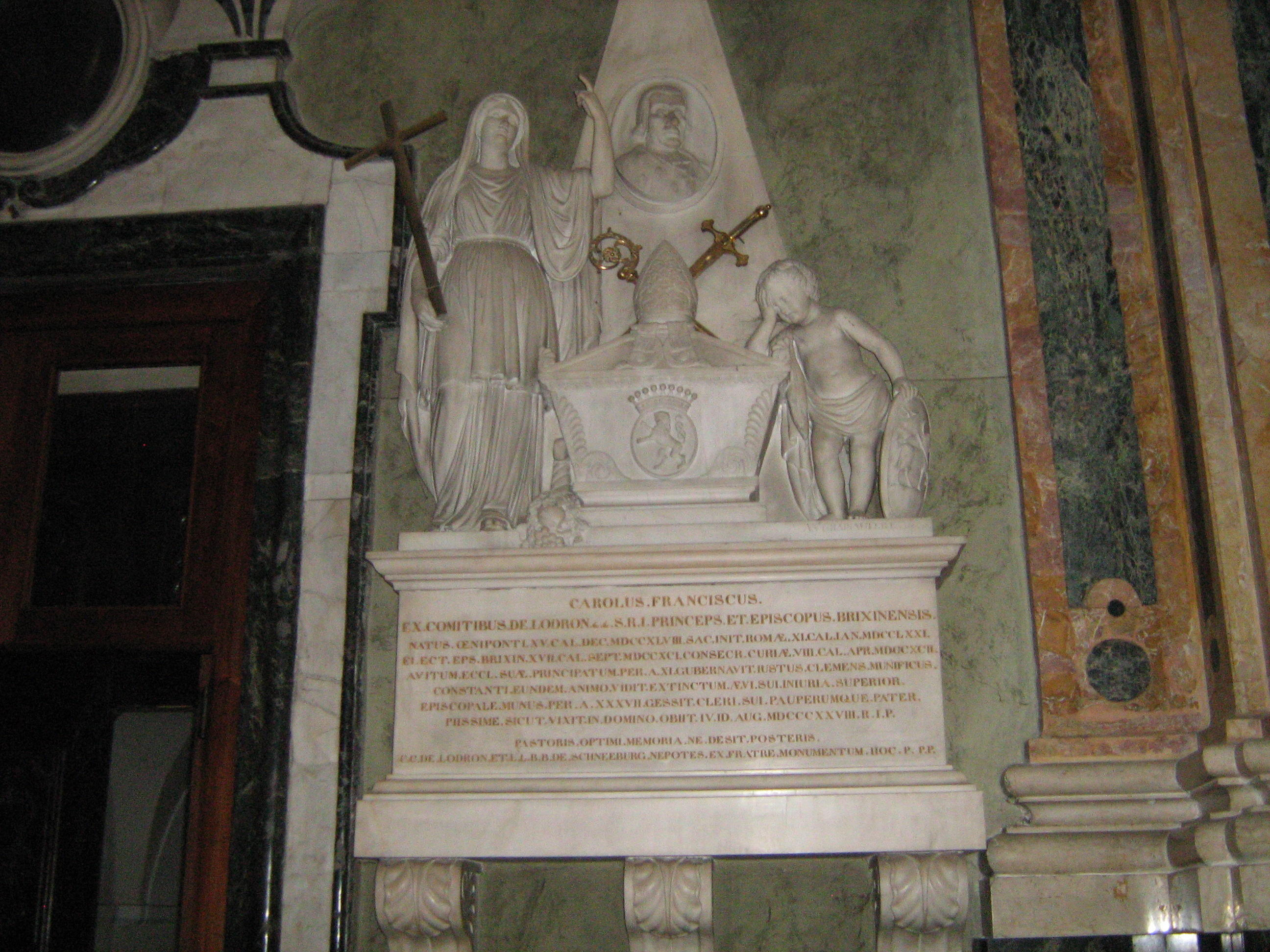
Duomo di Bressanone: tomba di Karl Franz
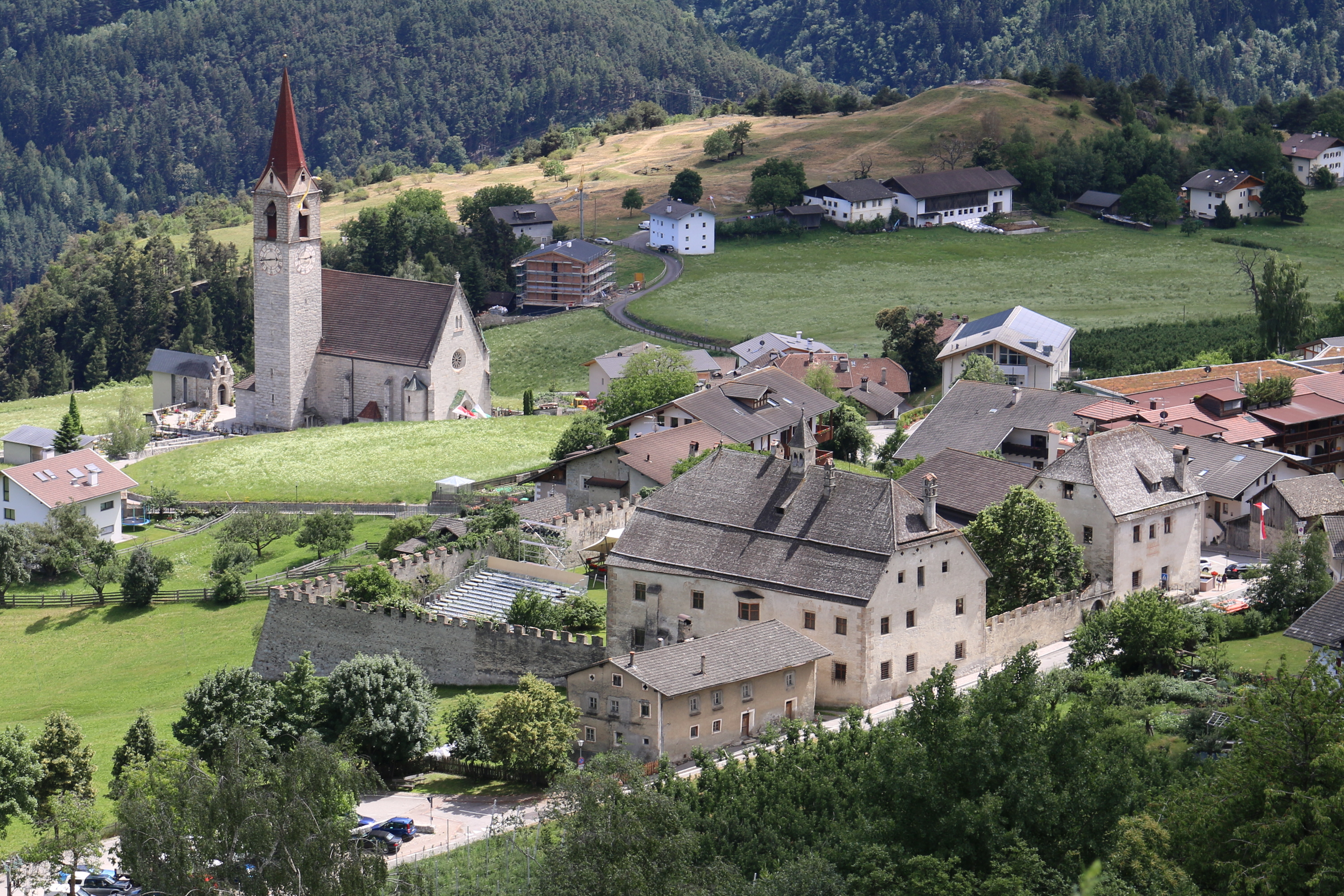
Castello di Velturno, residenza estiva dei principi vescovi